# Kočkodan Dianin
Kočkodan Dianin (Cercopithecus diana) je starosvětský primát a jeden z nejznámějších zástupců čeledi kočkodanovitých (Cercopithecidae), pojmenovaný podle římské bohyně lovu Dianě, zřejmě díky jeho elegantnímu vzhledu a nápadným pohybům. Dříve byly rozlišovány u tohoto kočkodana dva poddruhy, které byly však nedávno uznány za samostatné druhy: Cercopithecus roloway, obývající Pobřeží slonoviny a Ghanu, a Cercopithecus dryas, obývající území Republiky Kongo.

## Popis
Kočkodan Dianin je 40 až 55 cm dlouhý vyjma ocasu, který je průměrně 3–4 cm tlustý a 50–75 cm dlouhý. Má černou nebo tmavě šedou srst s bílým hrdlem, podpažím, nápadným vousem, pruhem na vnitřní straně stehnech a dlouhým límcem, který roste směrem nahoru. Černou obličejovou masku lemuje seshora bílý proužek prodloužené srsti, jinak je kromě vousu a límci jejich srst na většině těla krátká a uhlazená. Hmotnost dospělého jedince se pohybuje mezi 4 až 7 kg.

## Chování

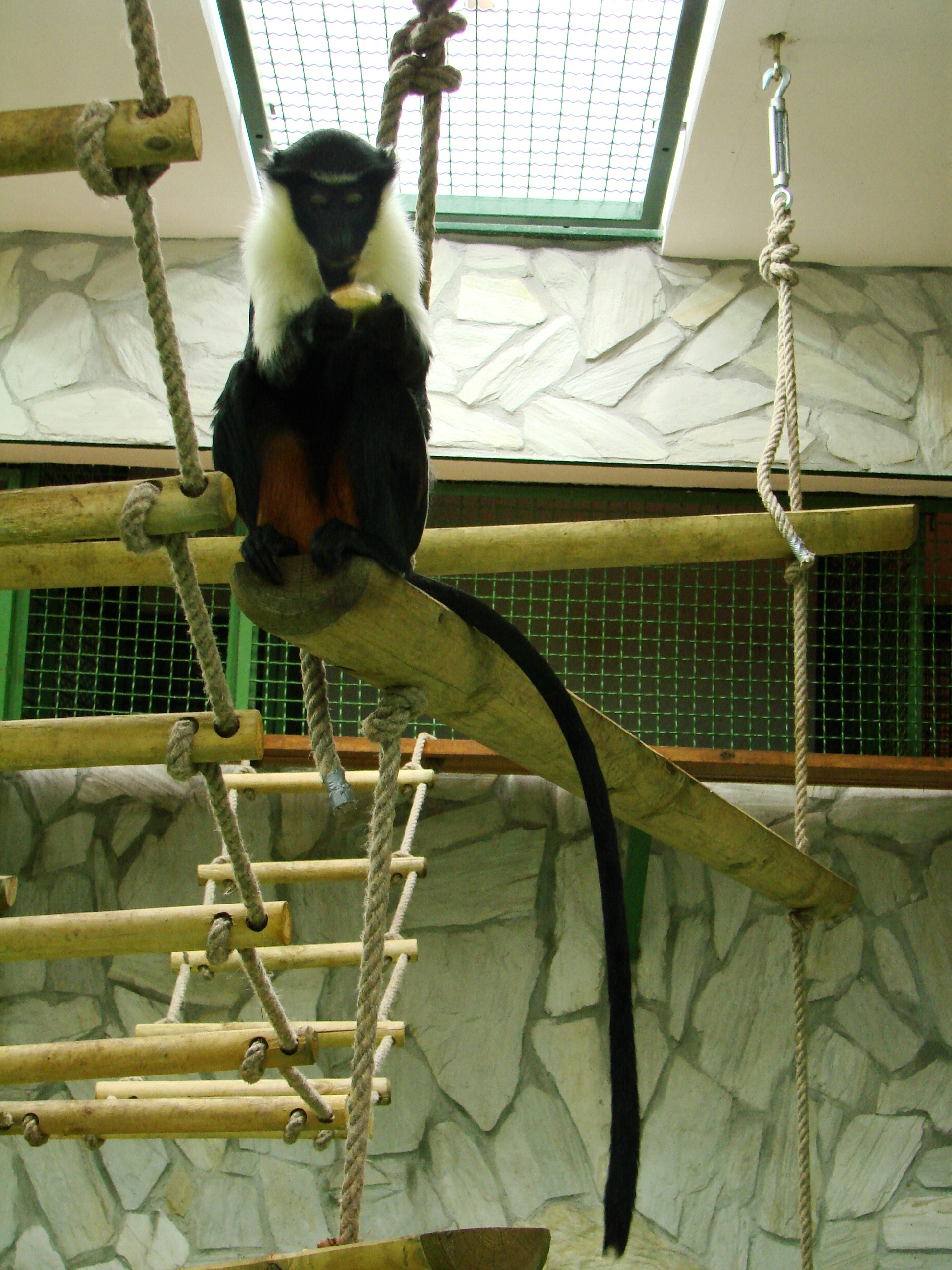
Kočkodan Dianin

Kočkodan Dianin obývá tropické deštné lesy, často poblíž lidských obydlí a plantáží. Je to primát s denní aktivitou, který tráví většinu svého života ve všech stromových patrech, noci tráví v korunách mohutných stromů a na zem sestupuje zřídkakdy. Dorozumívá se různými pohyby těla a hlučnými a výraznými zvuky, díky kterým se stává snadno nalezitelným. Pro každého predátora mají odlišný hlasový signál, na který podle nedávných průzkumů reagují i jiní obyvatelé tropického pralesa, zvláště pak zoborožec palmový (Ceratogymna elata). Mezi jeho hlavní predátory patří levharti, hadi, lidé a větší druhy afrických orlů. Pokud predátora spatří, během chvíle doslova zmizí díky svým výborným lezeckých schopnostem v hustých spletích stromových větví. Za potravou se vydávají téměř po celý den, přičemž vyhledávají převážně ovoce a hmyz, spokojí se však i s květinami, mladými listy a drobnými obratlovci.
Kočkodan Dianin je poměrně dlouhověká opice dožívající se až 20 let. Je to vysoce společenské zvíře žijící v menších skupinách tvořených jedním dospělým a vedoucím samcem, několika dospělými samicemi a jejich mláďaty. V dobrých podmínkách se mohou samice tohoto druhu rozmnožovat i každoročně. Březost trvá zhruba 5 měsíců a samice rodí většinou jedno mládě, velice vzácně dvojčata. Ačkoli se mláďata rodí dobře vyvinutá a vidící, několik prvních měsíců života se musí držet matčiny srsti na břiše, kde má snadný přístup k mateřskému mléku. Samice mládě důkladně střeží a nechá o samotě jen zřídka až téměř do doby, kdy je dospělé. Když se již mláďata nemusí nosit na matčině břiše, jsou velmi hravá a aktivně si hrají s ostatními mláďaty ve skupině. Kočkodan Dianin dosahuje pohlavní dospělosti zhruba ve věku 3 let. Samice zůstávají s matkami i po dosažení této věkové hranice, samci skupinu opouštějí těsně před dosažení pohlavní dospělosti.
Stejně jako většina primátů může i kočkodan Dianin v menším množství roznášet nemoci, které jsou nakažitelné i pro člověka. Do této skupiny virů patří převážně žloutenka a tuberkulóza.

## Ohrožení
Kočkodan Dianin je ohrožován převážně masivní ztrátou přirozeného biomu, která jej donutila obývat pouze okraje deštných pralesů, a lovem. V Červeném seznamu IUCN jej nalezneme v kategorii ohrožených druhů, v CITES v příloze I.

## Kočkodan Dianin v českých zoo
V České republice chová kočkodany Dianiny Zoologická zahrada Ostrava a Zoo Liberec.

## Galerie

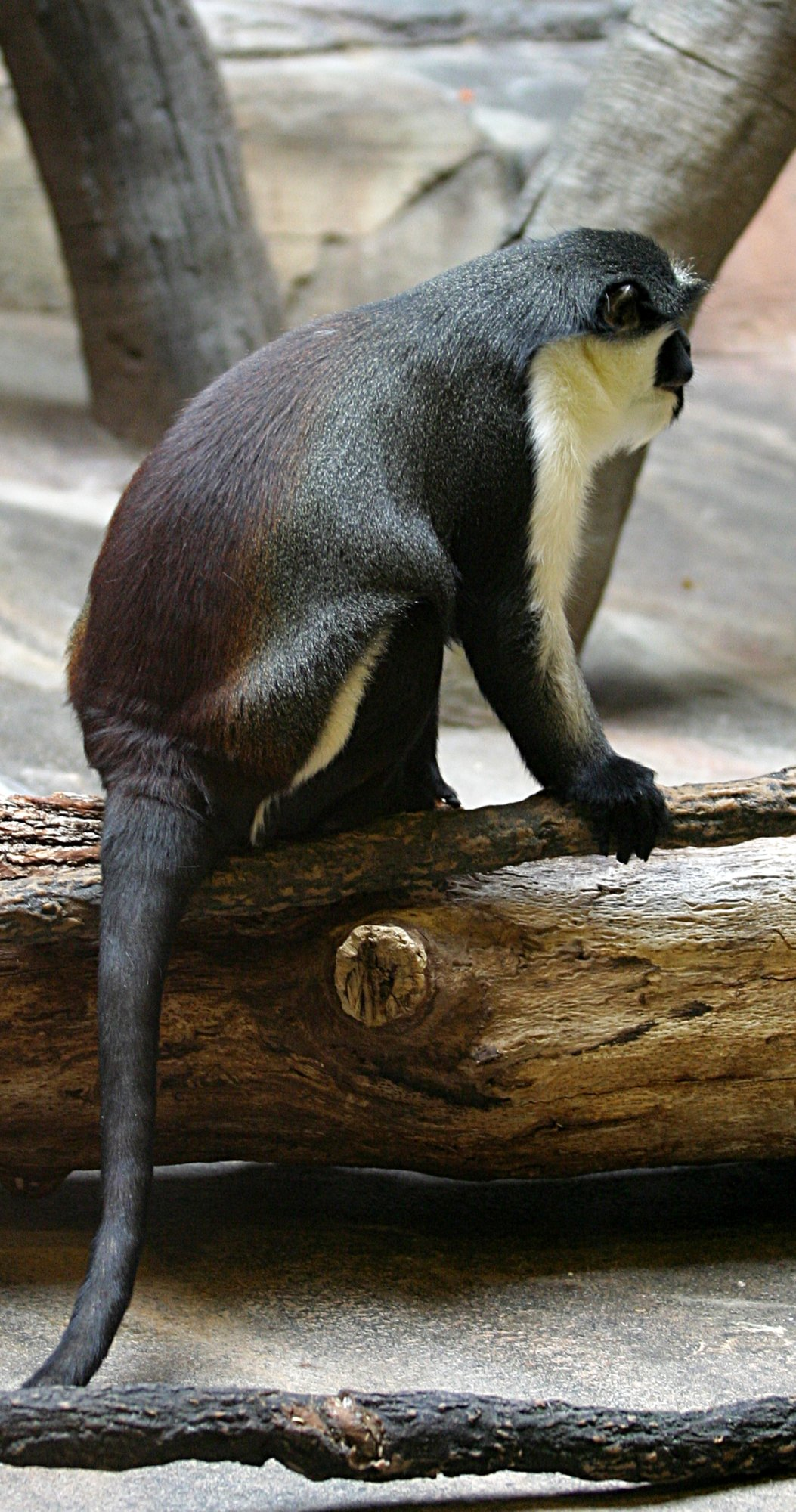
Kočkodan Dianin
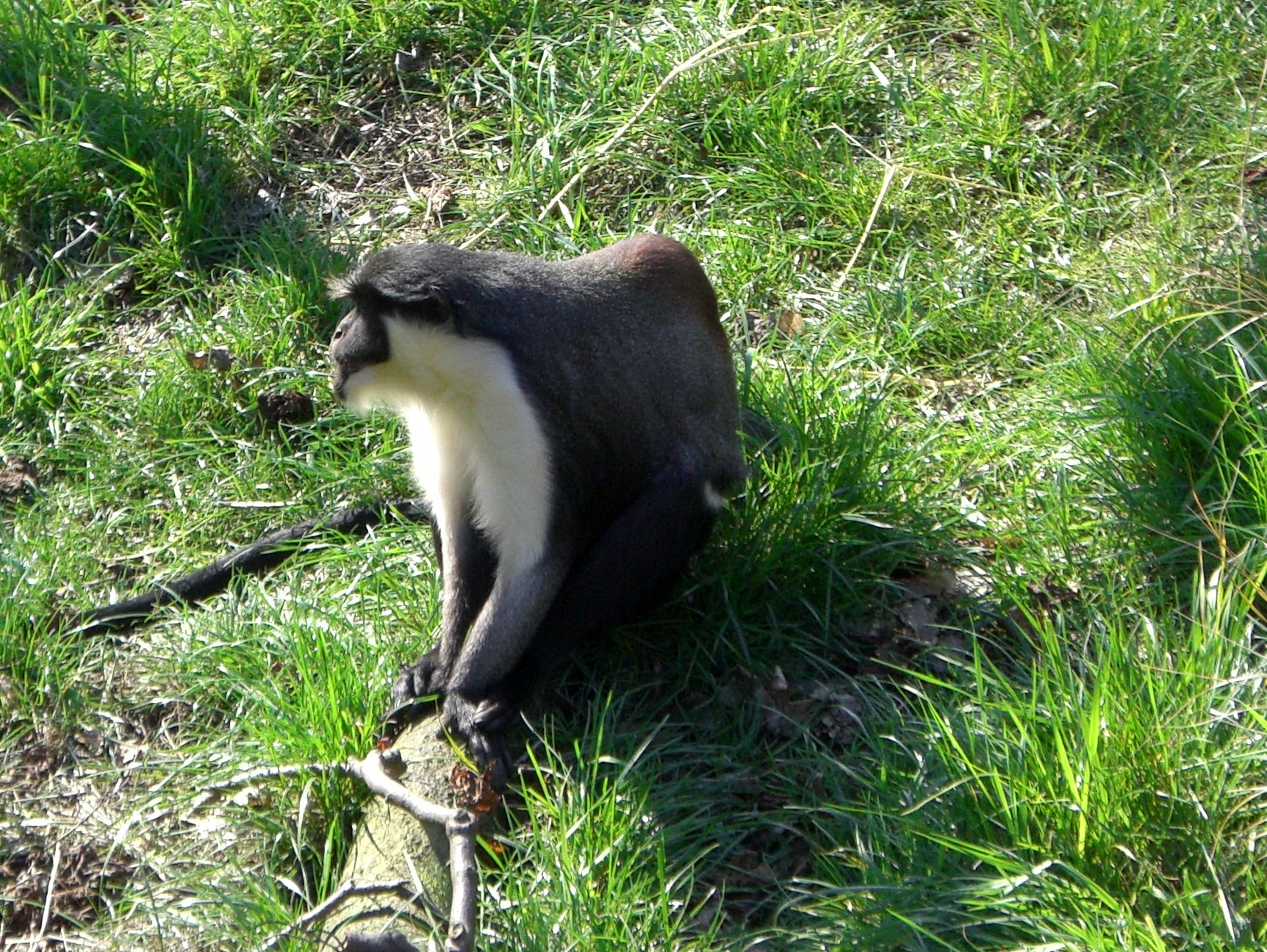
Kočkodan Dianin
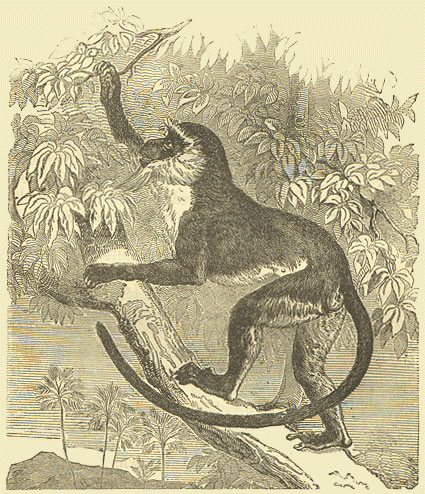
Kočkodan Dianin